# Pimelea ciliata
Pimelea ciliata är en tibastväxtart. Pimelea ciliata ingår i släktet Pimelea och familjen tibastväxter.

## Underarter
Arten delas in i följande underarter:
- P. c. ciliata
- P. c. longituba